# Baraigaun
Baraigaun (nep. बराईगाउँ) – gaun wikas samiti w zachodniej części Nepalu w strefie Karnali w dystrykcie Humla. Według nepalskiego spisu powszechnego z 2011 roku liczył on 213 gospodarstw domowych i 1235 mieszkańców (627 kobiet i 608 mężczyzn).